# 광주교통공사 1000호대 전동차

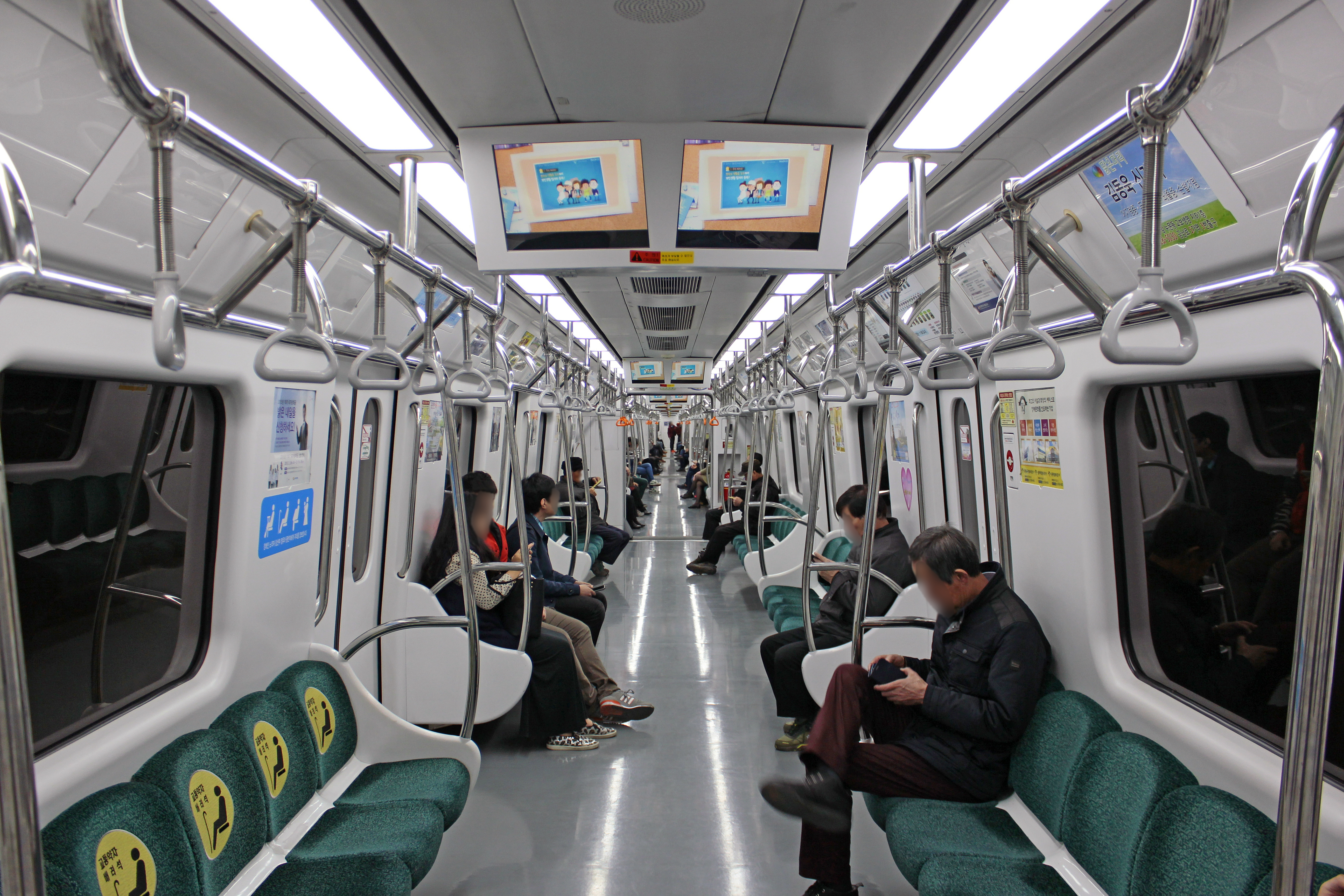
전동차 실내

광주교통공사 1000호대 전동차는 광주교통공사에서 사용하는 차량으로, 한국형 표준전동차를 대한민국 최초로 상용화하여 2003년 2월부터 반입했다. 현재 총 4량 23개 편성(92량)이 운행하고 있다.

## 배속
- 101~123편성 : 용산차량사업소, 4량

## 구분

### 1차 도입분 (101~113)
101~113편성. 2004년 1단계 개통 대비로 로템 창원공장에서 제작되어 2003년 4월 25일부터 2003년 7월까지 반입되었다.

### 2차 도입분 (114~123)
114~123편성. 2008년 2단계 개통 대비로 로템 창원공장에서 제작되어 2007년 3월 8일부터 2007년 5월까지 반입되었다. 20??년부터 추진제어장치 소프트웨어 갱신 작업이 시작됐다. KTX-산천, SRT 구동음을 낸다.

## 현재 운행구간
- ● 광주 도시철도 1호선: 녹동 - 평동

## 편성
|        | ◇◇              | ◇◇              |        |
| 10XX   | 17XX            | 12XX            | 11XX   |
| 선두차 | 동력차          | 동력차          | 선두차 |
| ←평동  | ※XX는 편성 번호 | ※XX는 편성 번호 | 녹동→  |

↑ 평동
1. 10XX - Tc(SIV, 공기압축기, 축전지)
2. 17XX - M'(팬터그래프, 주변압기, VVVF, IM)
3. 12XX - M'(팬터그래프, 주변압기, VVVF, IM)
4. 11XX - Tc(SIV, 공기압축기, 축전지)

↓ 녹동

## 현황
현재 운행 중인 차량은 굵은 글씨로 표시했다.
| 차호     | 도입 시기 | 운행 중단 시기 | 비고                                      |
| -------- | --------- | -------------- | ----------------------------------------- |
| 101 편성 | 2003년    | 운행 중        |                                           |
| 102 편성 | 2003년    | 운행 중        |                                           |
| 103 편성 | 2003년    | 운행 중        |                                           |
| 104 편성 | 2003년    | 운행 중        |                                           |
| 105 편성 | 2003년    | 운행 중        |                                           |
| 106 편성 | 2003년    | 운행 중        |                                           |
| 107 편성 | 2003년    | 운행 중        |                                           |
| 108 편성 | 2003년    | 운행 중        |                                           |
| 109 편성 | 2003년    | 운행 중        |                                           |
| 110 편성 | 2003년    | 운행 중        |                                           |
| 111 편성 | 2003년    | 운행 중        |                                           |
| 112 편성 | 2003년    | 운행 중        |                                           |
| 113 편성 | 2003년    | 운행 중        | 113편성은 차내 LCD가 신형으로 교체되었다. |
| 114 편성 | 2007년    | 운행 중        |                                           |
| 115 편성 | 2007년    | 운행 중        |                                           |
| 116 편성 | 2007년    | 운행 중        |                                           |
| 117 편성 | 2007년    | 운행 중        |                                           |
| 118 편성 | 2007년    | 운행 중        |                                           |
| 119 편성 | 2007년    | 운행 중        |                                           |
| 120 편성 | 2007년    | 운행 중        |                                           |
| 121 편성 | 2007년    | 운행 중        |                                           |
| 122 편성 | 2007년    | 운행 중        |                                           |
| 123 편성 | 2007년    | 운행 중        |                                           |

## 전장품
- VVVF인버터

현대정공(現.현대로템)에서 서울 지하철 6호선에서 운행중인 서울교통공사 6000호대  전동차 중 609편성과 한국형 표준전동차에 적용한 VVVF 인버터를 기반으로 제작되었다. 주 제어소자는 미쓰비시 전기의 CM1200HC-66H를 사용한다.
- 보조 전원 장치

객실 냉,난방장치와 조명장치 가동을 위해 440v급의 출력을 갖는 SIV가 장착되어있다. 로템에서 제작하였고 주 제어소자는 infineon(EUPEC)社의 3300V 800A 급의 출력을 갖는 FZ800R33KF2C를 사용한다.

## 개조 역사

### 불연재 개조
1차 도입분 차량은 가연재 시트가 설치되어 있으나, 2004년부터 2005년까지 실시된 불연재 개조를 통하여 현재 전차량이 불연재 시트로 교체되었다.

### 실내 조명 교체
실내 조명으로 형광등이 채용되었으나, 이후 전 편성의 실내 조명이 LED로 교체되었다.

### 추진제어장치 개량
1차 도입분 차량은 대전교통공사 1000호대 전동차와 동일한 추진제어장치를 사용하였으나, 이후 2차 도입분 차량이 도입될 시기에 개량되었다.

### 출입문 비상개폐장치 교체
1차 도입분 차량 중 113 편성은 기존의 출입문 상단의 아크릴형 출입문 비상개폐장치가 적용되어 있었으나, 2차 도입분 차량에 적용된 덮개형 출입문 비상개폐장치로 개조되면서 출입문 오른쪽 눈높이쪽으로 옮겨졌다.

### 측면 행선 안내 게시기 중단
현재는 전 차량이 측면행선지를 철거하고 광주교통공사 로고를 해당자리에 부착했다.

## 같이 보기
- 광주 도시철도 1호선
- 부산교통공사 3000호대 전동차
- 대전교통공사 1000호대 전동차